# The Alarm (banda)
The Alarm é uma banda de rock/new wave galesa que se formou em Rhyl, no País de Gales, em 1981. Inicialmente formada como uma banda punk, The Toilets, em 1977, sob o vocalista Mike Peters, a banda logo abraçou o rock e incluiu influências marcantes da língua e da cultura galesas. Ao abrir para artistas como U2 e Bob Dylan, eles se tornaram uma banda popular de rock alternativo da década 1980.
O single mais famoso da Alarm no Reino Unido foi "Sixty Eight Guns", de 1983, que alcançou o número 17 na UK Singles Chart. Seu álbum de 1984, Declaration, que continha "Sixty Eight Guns", chegou ao número seis na UK Albums Chart.

## Discografia
- Declaration (1984)
- Strength (1985)
- Eye of the Hurricane (1987)
- Change (1989)
- Raw (1991)
- Close (2002)
- The Normal Rules Do Not Apply (2002)
- Trafficking (2002)
- Edward Henry Street (2002)
- Coming Home (2003)
- Under Attack (2006)
- Guerilla Tactics (2008)
- Direct Action (2010)
- Blood Red (2017)
- Viral Black (2017)
- Equals (2018)
- Sigma (2019)